# Чёрный Луг
Чёрный Луг (бел. Чорны Луг) — деревня в Ивьевском районе Гродненской области Беларуси. Входит в состав Эйгердовского сельсовета.

## Географическое положение
Расположена в 31 км на северо-восток от Ивья, в 98 км на северо-запад от Минска, в 158 км на восток от Гродно, в 5,7 км на юго-запад от железнодорожной станции Богданов.

## История
До 13 февраля 1960 года деревня входила в состав Яхимовщинского сельсовета, до 6 января 1965 года — в составе Богдановского сельсовета, с 19 января 1965 года в составе Токаришковского сельсовета (с 1985 года — Эйгердовский сельсовет).

## Население
- 1905 — 40 жителей[2]
- 1999 — 19 дворов, 41 житель
- 2009 — 28 жителей[2]
- 2019 — 16 жителей
- 2021 — 12 дворов[2]

## Климат
Климат здесь умеренный, с теплым летом и мягкой зимой. Средняя температура января минус 6,6—5 °С, июля плюс 17-18,2 °С. Зимой дуют южные ветры, а летом восточные и северо-восточные. Средняя скорость ветра 3 м/с. Годовое количество осадков 520—640 мм.